# Massoud Barzani
Massoud Barzani, född 16 augusti 1946 i Mahabad, Västazarbaijan i Iran, är en kurdisk politiker i Irakiska Kurdistan. Han är partiledare för Kurdistans demokratiska parti (KDP) sedan 1979 och var president för Irakiska Kurdistan fram till 2017. Barzani är son till den tidigare kurdiske Mustafa Barzani och farbror till Nechirvan Idris Barzani som har varit premiärminister i Kurdistans regionala regering.

## Uppväxt
Barzani föddes i den kortlivade Mahabadrepubliken där man utropade en kurdisk republik med hjälp av hans far Mustafa Barzani och armén han ledde. Denna kurdiska republik som upprättades i provinsen Västazarbaijan i Iran hade stöd från dåvarande Sovjetunionen men efter bara 10 månader drog sig Sovjetunionen tillbaka och genast återtog Irans regering förlorat territorium. Efter detta flydde hans far Mustafa Barzani till Sovjetunionen medan Massoud återvände till Södra Kurdistan i norra Irak till sin farfar i Mosul. När monarkin störtades 1958 återvände Mustafa Barzani till Irak och Massoud Barzani flyttade till Bagdad. 1961 slutade han sin skolgång, i samband med att hans far förklarade uppror mot den irakiska regeringen efter att de inte uppfyllt ett löfte om att ge nationella rättigheter till Iraks kurder.

## 1970- och 1980-talen
1970 var Barzani medlem av den kurdiska delegation som genomförde förhandlingar med Baathregeringen i Bagdad, vilket ledde till 11 mars-överenskommelsen där centralregeringen gick med på att ge självstyre till kurderna i delar av Irakiska Kurdistan inom fyra år. Han blev en del av KDP:s ledning samma år och partiledare när hans far dog 1979. Samma år undkom han ett mordförsök i Wien, som sannolikt Iraks regering stod bakom.
Barzanis KDP, Kurdistans patriotiska union (PUK) under Jalal Talabani (senare Iraks president 2005-2014) och sex andra partier bildade 1987 Irakiska kurdistanfronten. KDP och PUK, liksom Barzani och Talabani personligen, hade före dess varit rivaler.

## 1991–2002
I samband med Gulfkriget 1991 lämnade den irakiska centralregeringen den kurdiska regionen i Irak, efter att USA-alliansen hade förklarat regionen en fristad för kurderna. Barzanis KDP och Kurdistans patriotiska union (PUK) fyllde därefter det maktvakuum som uppstått. Detta innebar också att främst KDP och PUK, som tidigare mest uppträtt som gerillarörelser, blev ansvariga för administrationen i området.
I 1992 års regionalval i Irakiska Kurdistan ställde rivalerna Barzani och Talabani båda upp som presidentkandidater men ingen av dem fick den nödvändiga majoriteten av rösterna. Detta ledde till ökade spänningar och ledde till strider när PUK i slutet av 1994 drev ut KDP från provinshuvudstaden Irbil, som dittills administrerats gemensamt av de två partierna. Under perioden 1994-1998 ledde Barzani strider mot PUK:s styrkor från sitt högkvarter i Salah-al-Din utanför Irbil. 1996 bad Barzani den irakiska regeringen under Saddam Hussein om stöd för att erövra Irbil från PUK, samtidigt som Talabani sökte stöd med förnödenheter från Iran, som Irak var i krig med 1980–1988. Detta ledde till att Irakiska Kurdistan delade i två regioner, en KDP-styrd och en PUK-styrd. Efter förhandlingar arrangerade av USA undertecknade Barzani och Talabani ett fredsavtal vid ett möte i Washington i augusti 1998 i närvaro av USA:s utrikesminister Madeleine Albright. 4 oktober 2002 återsamlades det gemensamma kurdiska parlamentet.

## 2003–2017
2003 deltog Barzani med alla sina styrkor i USA:s krig mot Irak för att störta Saddam Husseins Baath-regim. År 2005 valde regionparlamentet Barzani till president inom Kurdistans regionala regering (KRG) i en överenskommelse med PUK-ledaren Talabani, som blev Iraks president. 2009 omvaldes han i ett presidentval. 2013 kom KDP och PUK överens om att förlängda hans mandatperiod med två år till 2015 för att undvika ett uppslitande val. Oppositionen var mycket kritisk mot denna underminering av de demokratiska institutionerna i regionen. Barzani fortsatte därefter som president till 2017 utan att något nytt val hölls.
I september 2017 höll den Barzani-ledda regionregeringen en folkomröstning om självständighet för Irakiska Kurdistan, och därmed en utbrytning från resten av Irak. Bakgrunden var kurdernas stora roll i striderna mot Islamiska staten, som Barzani hoppades skulle innebära att omvärlden skulle acceptera självständigheten. Inför folkomröstningen förekom dock internationella påtryckningar mot Barzani och KRG att ställa in folkomröstningen. En överväldigande majoritet av väljarna röstade för självständighet i folkomröstningen. Strax därefter ockuperade den irakiska centralregeringen regionens oljerika områden runt Kirkuk för att förhindra att dessa skulle lämna Irak. Efter detta tillkännagav Barzani i slutet av oktober 2017 i ett TV-tal att han skulle avgå.